# روبرت إيمدن
روبرت إيمدن عالم فيزياء وفلكي سويسري.
ولد إيمدن في سانت جالين في سويسرا يوم 4 مارس 1862 وتوفي بتاريخ 8 أكتوبر 1940 في زيورخ. عمل في جامعة ميونخ التقنية في ميونخ، وكان إيمدن أول من طبق الديناميكا الحرارية على التركيب الداخلي للنجوم.